# Східний Ершир
Схі́дний Е́ршир (англ. East Ayrshire, шотл. гел. Siorrachd Inbhir Àir an Ear) — одна з 32 областей Шотландії. Розташована на заході країни. Межує з областями Північний Ершир, Південний Ершир, Дамфріс-і-Галловей, Південний Ланаркшир і Ренфрюшир. Адміністративний центр — Кілмарнок. Область було створено у 1996.

## Найбільші міста

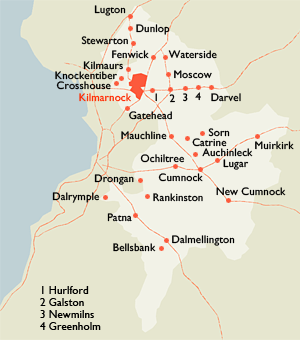
Карта області

Міста з населенням понад 4 тисячі осіб:
| № | Місто                 | Населення, осіб (2006) |
| - | --------------------- | ---------------------- |
| 1 | Кілмарнок             | 44 030                 |
| 2 | Камнок                | 9 020                  |
| 3 | Стюартон              | 6 590                  |
| 4 | Галстон               | 4 900                  |
| 5 | Харлфорд-і-Крукедхолм | 4 810                  |
| 6 | Маучлайн              | 4 020                  |